# Bhoutan aux Jeux paralympiques d'été de 2024
Le Bhoutan participe aux Jeux paralympiques d'été de 2024 à Paris.  C'est sa deuxième apparition aux jeux depuis 1960.

## Nombre d’athlètes qualifiés par sport
Voici la liste des qualifiés et sélectionnés bhoutanais par sport :
| Sport       | Hommes | Femmes | Total |
| ----------- | ------ | ------ | ----- |
| Tir sportif | 0      | 1      | 1     |
| Total       | 0      | 1      | 1     |

## Tir sportif
Kinley Dem, après avoir été la première athlète paralympique bhoutanaise à participer aux jeux para-asiatiques, participe au concours olympique en R2 (10m carabine à air comprimé debout femmes), dans la catégorie SH1 (athlètes capables de porter le pistolet ou la carabine)
| Athlète    | Qualification | Qualification | Finale   | Finale   |
| Athlète    | Score         | Rang          | Score    | Rang     |
| ---------- | ------------- | ------------- | -------- | -------- |
| Kinley Dem | 616.8         | 10e           | Éliminée | Éliminée |